# Château de Salies-du-Salat
Le château de Salies-du-Salat est un ancien château fort en ruines, dont les vestiges se dressent sur la commune française de Salies-du-Salat dans le département de la Haute-Garonne, en région Occitanie.

## Localisation
Les ruines du château sont situés en lisière du Comminges, sur une grosse colline de la rive droite de la Garonne au confluent avec le Salat, sur la commune de Salies-du-Salat, dans le département français de la Haute-Garonne. Il surveillait en enfilade la vallée du Salat vers l'amont, au débouché d'une voie de pénétration du Couserans qu'il verrouille, et vers l'aval la jonction de cette voie avec la grande voie transversale du Comminges qui longe la Garonne.

## Description
Les ruines du château occupent le point le plus haut de l'assise, et se résument à un petit donjon carré sur motte ceint d'un profond fossé annulaire.
Un peu plus loin, on trouve une seconde enceinte qui épouse d'un côté le bord de la colline, et qui est séparée du reste du plateau par un second fossé. À l'intérieur de cette dernière se dresse les ruines d'une chapelle castrale bâtie au XIVe siècle,.